# Kashirampur
Kashirampur là một thị trấn thống kê (census town) của quận Garhwal thuộc bang Uttaranchal, Ấn Độ.

## Nhân khẩu
Theo điều tra dân số năm 2001 của Ấn Độ, Kashirampur có dân số 9033 người. Phái nam chiếm 51% tổng số dân và phái nữ chiếm 49%. Kashirampur có tỷ lệ 76% biết đọc biết viết, cao hơn tỷ lệ trung bình toàn quốc là 59,5%: tỷ lệ cho phái nam là 81%, và tỷ lệ cho phái nữ là 72%. Tại Kashirampur, 13% dân số nhỏ hơn 6 tuổi.